# Joachim Hahn (Pfarrer)
Joachim Hahn (* 1954 in Stuttgart) ist ein evangelischer Pfarrer und Autor vieler Publikationen zur Geschichte der Juden in Südwestdeutschland.

## Leben
Joachim Hahn wuchs als Sohn des württembergischen Pfarrers Joachim Hahn (1926–2015) in Honau und in Reichenbach an der Fils auf. Er besuchte das Gymnasium Plochingen. Anschließend studierte er als Angehöriger des Evangelischen Stiftes in Tübingen Theologie in Tübingen und Göttingen und wurde 1981 an der Eberhard Karls Universität Tübingen promoviert. Er wurde Pfarrer der Evangelischen Landeskirche in Württemberg. Als solcher war er von 1980 bis 1983 Repetent am Evangelischen Stift in Tübingen, 1983 bis 1988 Studienleiter für Homiletik am Evangelischen Pfarrseminar in Stuttgart und von 1988 bis 1994 Gemeindepfarrer in Plochingen. Von 1994 bis 2005 war er unter anderem tätig als Dozent an der Evangelischen Hochschule in Ludwigsburg und an der Landeskirchlichen Fortbildungsstätte Kloster Denkendorf sowie als Schulpfarrer an Gymnasien in Stuttgart. Von 2005 bis zu seiner Zurruhesetzung 2021 arbeitete Hahn als Pfarrer und Kirchenrat mit unterschiedlichen Beauftragungen für den Evangelischen Oberkirchenrat in Stuttgart.
Hahn setzte seine theologischen Schwerpunkte in den Bereichen des christlich-jüdischen Dialoges, der biblischen Exegese und der Homiletik. Er war unter anderem Mitarbeiter der Theologischen Realenzyklopädie und langjähriger Mitherausgeber der Calwer Predigthilfen des Calwer Verlages in Stuttgart. Im Calwer Verlag wirkte er wesentlich bei der Publikation der 1997 und 2000 erschienenen Genesis- und Exodus-Kommentare von Rabbiner Benno Jacob mit.
Angeregt durch Aufenthalte in Israel (seit 1971) verfasste Hahn zahlreiche Bücher und Aufsätze über jüdische Geschichte und Kultur in Südwestdeutschland. Hahn ist Mitbegründer von Alemannia Judaica (Arbeitsgemeinschaft für die Erforschung der Geschichte der Juden im süddeutschen und angrenzenden Raum), er veröffentlicht auf der Website dieser Arbeitsgemeinschaft umfangreiche Artikel zur jüdischen Geschichte (siehe Weblinks).
Seit 2009 ist er für die SPD Mitglied des Gemeinderats von Plochingen. Seit 2019 ist er zudem Mitglied des Kreistags des Landkreises Esslingen.
Joachim Hahns Bruder ist der Mediziner und Buchautor Johannes-Martin Hahn.

## Schriften (Auswahl)
- Das „Goldene Kalb“. Peter Lang, Frankfurt am Main 1981 (Dissertation. Universität Tübingen 1981)
- Artikel in der Theologischen Realenzyklopädie: Garizim und Ebal (Bd. XII), Gesenius, Wilhelm (Bd. XIII), Graf, Karl-Heinrich (Bd. XIV), Kuenen, Abraham (Bd. XX), Moab und Israel (Bd. XXIII).
- mit Hans Mayer: Das Evangelische Stift in Tübingen. Konrad Theiss Verlag, Stuttgart 1987, ISBN 3-8062-0372-5.
- Friedhöfe in Stuttgart. Bd. 2. Hoppenlau-Friedhof, israelitischer Teil. Klett-Cotta Verlag, Stuttgart 1988, ISBN 3-608-91512-5.
- Synagogen in Baden-Württemberg. Konrad Theiss Verlag, Stuttgart 1987, ISBN 3-8062-0527-2.
- Erinnerungen und Zeugnisse jüdischer Geschichte in Baden-Württemberg. Konrad Theiss Verlag, Stuttgart 1988, ISBN 3-8062-0566-3.
- Friedhöfe in Stuttgart. Bd. 3. Pragfriedhof, israelitischer Teil. Klett-Cotta Verlag, Stuttgart 1992, ISBN 3-608-91618-0.
- Evangelische Kirchen in Plochingen. Plochingen 1993.
- Jüdisches Leben in Esslingen. Geschichte, Quellen und Dokumentation (= Esslinger Studien – Schriftenreihe Band 14). Jan Thorbecke Verlag, Sigmaringen 1994.
- Friedhöfe in Stuttgart. Bd. 4. Steigfriedhof Bad Cannstatt, israelitischer Teil. 1995, ISBN 3-608-91638-5.
- Jüdisches Leben in Ludwigsburg – Geschichte, Quellen und Dokumentation. Braun, Karlsruhe 1998, ISBN 3-7650-8211-2.
- Die Freudentaler Rabbiner. Pädag.-Kulturelles Centrum Ehem. Synagoge Freudental, Freudental 2004.
- mit Jürgen Krüger: Synagogen in Baden-Württemberg. 2 Bände. Konrad Theiss Verlag, Stuttgart 2007, ISBN 978-3-8062-1843-5.
- mit Dagmar Bluthardt und Susanne Martin: verschiedene Publikationen zur Stadtgeschichte in Plochingen, Plochingen 2018–2023, siehe dort in der Literaturliste.

## Ehrungen
- 1994: Dr. Fritz Landenberger-Preis der Stadt Esslingen am Neckar
- 2000: Obermayer German Jewish History Award
- 2009: Otto-Hirsch-Medaille
- 2022: Verdienstkreuz am Bande der Bundesrepublik Deutschland[2]